# Karen Botha
Karen Botha (* 17. Januar 1967 in Bethal als Karen Kruger) ist eine ehemalige südafrikanische Leichtathletin, die sich auf den Weitsprung spezialisiert hat. Ihren größten Erfolg feierte sie mit dem Afrikameistertitel im Weitsprung sowie in der 4-mal-100-Meter-Staffel bei den Afrikameisterschaften im Jahr 1992 auf Mauritius. Sie ist mit dem ehemaligen Rugby-Union-Spieler Naas Botha verheiratet.

## Sportliche Laufbahn
Erste internationale Erfahrungen sammelte Karen Botha vermutlich im Jahr 1992, als sie bei den Afrikameisterschaften in Belle Vue Maurel mit einer Weite von 6,78 m die Goldmedaille gewann und damit einen neuen Meisterschaftsrekord aufstellte. Zudem siegte sie mit der südafrikanischen 4-mal-100-Meter-Staffel in 44,53 s gemeinsam mit Yolanda Steyn, Marcel Winkler und Elinda Vorster. Anschließend nahm sie im Weitsprung an den Olympischen Sommerspielen in Barcelona teil und schied dort mit 6,43 m in der Qualifikationsrunde aus. 1995 gewann sie ursprünglich die Bronzemedaille bei den Afrikaspielen in Harare. Die Medaille wurde ihr aber aufgrund eines Dopingverstoßes aberkannt. Daraufhin beendete sie ihre aktive sportliche Karriere im Alter von 28 Jahren.

## Persönliche Bestleistungen
- Weitsprung: 6,85 m, 1990